# West Indies Cricket Team in Pakistan in der Saison 2022
Die Tour des West Indies Cricket Teams nach Pakistan in der Saison 2022 fand vom 8. bis zum 12. Juni 2022 statt. Die internationale Cricket-Tour war Bestandteil der Internationalen Cricket-Saison 2022 und umfasste drei ODIs. Die ODIs waren Bestandteil der ICC Cricket World Cup Super League 2020–2023. Pakistan gewann die Serie 3–0.

## Vorgeschichte
Die West Indies bestritten zuvor eine Tour in den Niederlanden, für Pakistan war es die erste Tour der Saison. Das letzte Aufeinandertreffen der beiden Mannschaften bei einer Tour fand in der Saison 2020/21 in Pakistan statt. Dabei waren auch drei ODIs geplant, die jedoch auf Grund mehrerer SARS-CoV-2-Infektionen abgesagt werden musste und mit dieser Tour nun nachgeholt werden.

## Stadion
Das folgende Stadion wurden für die Tour als Austragungsort vorgesehen und am 30. Mai 2022 bekanntgegeben. Ursprünglich war geplant die Spiele in Rawalpindi auszutragen, jedoch wurden sie auf Grund zu erwartender politischer Unruhen verlegt.
| Stadion                | Stadt  | Kapazität | Spiele      |
| ---------------------- | ------ | --------- | ----------- |
| Multan Cricket Stadium | Multan | 30.000    | 1. – 3. ODI |

## Kaderlisten
Die West Indies benannten ihren Kader am 3. Juni 2022. Pakistan benannte seinen Kader am 23. Mai 2022.
| ODI | ODI |
| Pakistan | West Indies |
| --- | --- |
| - Babar Azam (K) - Shadab Khan (VK) - Abdullah Shafique - Fakhar Zaman - Haris Rauf - Hasan Ali - Iftikhar Ahmed - Imam-ul-Haq - Khushdil Shah - Mohammad Haris (wk) - Mohammad Nawaz - Mohammad Rizwan (wk) - Mohammad Wasim - Shaheen Afridi - Shahnawaz Dahani - Zahid Mahmood | - Nicholas Pooran (K) - Shai Hope (VK) - Nkrumah Bonner - Shamarh Brooks - Keacy Carty - Akeal Hosein - Alzarri Joseph - Brandon King - Shermon Lewis - Kyle Mayers - Keemo Paul - Anderson Phillip - Rovman Powell - Jayden Seales - Romario Shepherd - Hayden Walsh Jr. |

## One-Day Internationals

### Erstes ODI in Multan
| 8. Juni Scorecard | Multan | West Indies 305-8 (50)         | – | Pakistan 306-5 (49.2) |
|                   |        | Pakistan gewinnt mit 5 Wickets |   |                       |

Die West Indies gewannen den Münzwurf und entschieden sich als Schlagmannschaft zu beginnen. Für das Team konnte sich zunächst Eröffnungs-Batter Shai Hope etablieren. An seiner Seite erzielte Shamarh Brooks ein Fifty über 70 Runs und Kapitän Nicholas Pooran 21 Runs. Hope schied dann nach einem Century über 127 Runs aus 134 Bällen aus. In der Folge konnten dann noch Rovman Powell 32 Runs und Romario Shepherd 25 Runs erreichen und so die Vorgabe auf 306 Runs erhöhen. Bester pakistanischer Bowler war Haris Rauf mit 4 Wickets für 77 Runs. FürPakistan konnte Eröffnungs-Batter Imam-ul-Haq mit dem dritten Schlagmann Barbar Azam eine Partnerschaft über 103 Runs aufbauen. Nachdem Imam-ul-Haq nach einem Half-Century über 65 Runs ausgeschieden war, folgte ihm Mohammad Rizwan, mit dem Azam eine Partnerschaft über 108 Runs erreichte. Azam schied nach einem Century über 103 Runs aus 107 Bällen aus und wurde durch Khushdil Shah ersetzt. Rizwan verlor nach einem Fifty über 59 Runs sein Wicket, während Shah die Vorgabe nach 41* Runs im letzten Over einholen konnte. Bester Bowler für die West Indies war Alzarri Joseph mit 2 Wickets für 55 Runs. Als Spieler des Spiels wurde Khushdil Shah ausgezeichnet.

### Zweites ODI in Multan
| 10. Juni Scorecard | Multan | Pakistan 275-8 (50)           | – | West Indies 166 (32.2) |
|                    |        | Pakistan gewinnt mit 120 Runs |   |                        |

Pakistan gewann den Münzwurf und entschied sich als Schlagmannschaft zu beginnen. Fakhar Zaman erreichte 17 Runs, bevor Imam-ul-Haq und Kapitän Barbar Azam eine Partnerschaft über 120 Runs aufbauten. Imam-ul-Haq schied nach einem Half-Century über 72 Runs aus. Ihm folgte Mohammad Rizwan. Azam verlor nach einem Fifty über 77 Runs aus und Rizwan nach 15 Runs. Daraufhin konnten Shadab Khan und Khushdil Shah jeweils 22 Runs erreichen, bevor Mohammad Wasim mit 17* Runs und Shaheen Shah Afridi miz 15* Runs die Vorgabe auf 276 Runs erhöhten. Bester Bowler für die West Indies war Akeal Hosein mit 3 Wickets für 52 Runs. Von den west-indischen Eröffnungs-Battern konnte Kyle Mayers zusammen mit dem dritten Schlagmann Shamarh Brooks eine Partnerschaft über 67 Runs aufbauen. Mayers schied nach 33 Runs aus und Brooks nach 42 Runs. Daraufhin konnte Kapitän Nicholas Pooran 24 Runs und Akeal Hosein 14* Runs erreichen, jedoch verlor man das letzte Wicket im 33. Over. Beste Bowler für Pakistan waren Mohammad Nawaz mit 4 Wickets für 19 Runs und Mohammad Wasim mit 3 Wickets für 34 Runs. Als Spieler des Spiels wurde Mohammad Nawaz ausgezeichnet.

### Drittes ODI in Multan
| 12. Juni Scorecard | Multan | Pakistan 269-9 (48/48)                    | – | West Indies 216 (37.2/48) |
|                    |        | Pakistan gewinnt mit 53 Runs (D/L method) |   |                           |

Pakistan gewann den Münzwurf und entschied sich als Schlagmannschaft zu beginnen. Als Eröffnungs-Batter konnten Fakhar Zaman und Imam-ul-Haq eine Partnerschaft über 85 Runs aufbauen, bevor Zaman nach 35 Runs ausschied. Als nächste Partnerschaft konnte Khushdil Shah zusammen mit Shadab Khan 84 Runs erzielen, wobei diese kurzzeitig durch das durchziehen eines Sandsturms unterbrochen wurde und die Innings auf 48 Over verkürzt wurden. Shah schied nach 34 Runs aus, während Khan im letzten Over nach einem Half-Century über 84 Runs ausschied. Bester Bowler für die West Indies war Nicholas Pooran mit 4 Wickets für 48 Runs. Für die West Indies konnte Eröffnungs-Batter Shai Hope mit dem dritten Schlagmann Shamarh Brooks eine erste Partnerschaft aufbauen. Hope schied nach 21 Runs aus und kurz darauf Brooks nach 18 Runs. Daraufhin konnte sich Keacy Carty etablieren und fand mit Akeal Hosein einen Partner. Carty verlor nach 33 Runs sein Wicket und wurde durch Keemo Paul gefolgt, der 21 Runs erreichte. Hosein schied nach einem Half-Century über 60 Runs aus und als Romario Shepherd nach 16 Runs das letzte Wicket verlor fehlten den West Indies 53 Runs zum Sieg. Bester pakistanischer Bowler war Shadab Khan mit 4 Wickets für 62 Runs. Als Spieler des Spiels wurde Shadab Khan ausgezeichnet.

## Auszeichnungen

### Player of the Series
Als Player of the Series wurden der folgende Spieler ausgezeichnet.
| Serie | Player of the Series |
| ----- | -------------------- |
| ODI   | Imam-ul-Haq          |

### Player of the Match
Als Player of the Match wurden die folgenden Spieler ausgezeichnet.
| Spiel  | Player of the Match |
| ------ | ------------------- |
| 1. ODI | Khushdil Shah       |
| 2. ODI | Mohammad Nawaz      |
| 3. ODI | Shadab Khan         |